# ブルーノ・マドリガル
ブルーノ・マドリガル（英: Bruno Madrigal）は、ウォルト・ディズニー・アニメーション・スタジオの60作目に当たる作品『ミラベルと魔法だらけの家』に登場する架空の人物である。ミラベルの叔父で、「未来を見る魔法」を持つ。原語版ではジョン・レグイザモが、日本語吹替版では中井和哉が声を担当している。

## 製作
共同監督のバイロン・ハワードによると、ブルーノはもともとミラベルと同じ年頃で、「映画の序盤で出会った、ぽっちゃりした面白いおじさんのような存在」として描かれていたという。当初はオスカーという名前だったが、コロンビアに実在するオスカー・マドリガルが多いことから、クリエイティブ・チームは他の選択肢を検討した。もともとアーロ、アンドレ、アンコ、マルコ、エモなどいくつかの名前の候補があったが、ソングライターのリン＝マニュエル・ミランダが劇中歌「秘密のブルーノ」で「ブルーノ、ノー、ノー」というキャッチーなセリフの音はまりを良くするためにブルーノを選んだという。
ブルーノの衣装は、家の中にあったラグを着せるというのもひとつのアイデアだった。ビジュアル製作担当のメグ・パークによると、彼の衣装の最終バージョンは、「彼に会いに来た人々に未来のビジョンを見せるときに着ていた古い儀式用の衣装という意味合いがある」のだという。

## 出演

### 映画
マドリガル家の人々（ミラベルを除く）は皆、魔法のギフトを持っており、ブルーノのギフトは「未来を見る魔法」だった。ミラベルの5歳の誕生日の後、ギフトを受け取れなかったミラベルは、その理由を探るためにブルーノが未来を見ると、壊れたカシータの前にミラベルが立っているのが見えた。しかし、このビジョンを見たことで、一家や魔法に頼って生活している町の人々と対立してしまうことを知った彼は、ビジョンを破り、彼女を守るために家の壁の中に身を隠し、ひっそりと一家の近くで見守っていた。
10年後、ミラベルは魔法が解けていくのを心配し、他の家族を問い詰め、ブルーノが何かを知っている可能性を見出す。劇中歌「秘密のブルーノ」では、マドリガル家や町の人々が、ブルーノがほとんどネガティブな出来事を予見していたことをミラベルに話し、自分たちの不幸をブルーノのせいにしてしまう。その後、ミラベルは家の壁の中にいるブルーノを見つけ、彼にもう一度予言をさせ、カシータを救うために必要なことを示すように説得する。その後カシータは倒壊してしまうが、家族や町の人たちが集まって家を再建する。最終的に、ブルーノは家族と和解し、家族と再会してハッピーエンドを迎える。

## 評価
観客の間では、ブルーノはニューロ・ダイバージェント、あるいは精神障害を持っているのではないかという説がある。メアリー・スーのプリンセス・ウィークスは、ブルーノが家族によくあるパターン、つまり「家族を愛しているが、自分の存在が益となるよりも害となるように感じる鬱屈した部外者」を代表していると書いている。CNNのインタビューを受けたセラピストのカデシャ・アデラクンは、「私たちの家族にもニューロ・ダイバージェントや精神障害の問題を抱えている人がいて、彼らが人と違うために敬遠されたり、話題にならなかったりする」とブルーノに共感している様子を語った。